# 小行星5736
小行星5736（英語：5736 Sanford）是一颗围绕太阳公转的小行星。1989年6月6日，埃莉諾·赫琳在帕洛马山发现了此天体。
这颗小行星的绝对星等为91.24684等。